# Вейнсборо (Міссісіпі)
Вейнсборо (англ. Waynesboro) — місто (англ. city) в США, в окрузі Вейн штату Міссісіпі. Населення — 4567 осіб (2020).

## Географія
Вейнсборо розташоване за координатами 31°40′39″ пн. ш. 88°38′2″ зх. д. / 31.67750° пн. ш. 88.63389° зх. д. (31.677552, -88.633839).  За даними Бюро перепису населення США в 2010 році місто мало площу 32,90 км², з яких 32,87 км² — суходіл та 0,02 км² — водойми.

## Демографія
Згідно з переписом 2010 року, у місті мешкали 5043 особи в 2018 домогосподарствах у складі 1290 родин. Густота населення становила 153 особи/км².  Було 2306 помешкань (70/км²).
Расовий склад населення:
| - 61,9 % — чорних або афроамериканців - 35,2 % — білих - 0,3 % — азіатів - 0,2 % — корінних американців - 0,1 % — вихідців з тихоокеанських островів - 1,4 % — осіб інших рас |

До двох чи більше рас належало 1,0 %. Частка іспаномовних становила 1,9 % від усіх жителів.
За віковим діапазоном населення розподілялося таким чином: 26,8 % — особи молодші 18 років, 58,1 % — особи у віці 18—64 років, 15,1 % — особи у віці 65 років та старші. Медіана віку мешканця становила 35,7 року. На 100 осіб жіночої статі у місті припадало 83,6 чоловіків;  на 100 жінок у віці від 18 років та старших — 77,8 чоловіків також старших 18 років.
Середній дохід на одне домашнє господарство  становив 41 283 долари США (медіана — 19 436), а середній дохід на одну сім'ю — 51 119 доларів (медіана — 22 279). Медіана доходів становила 31 847 доларів для чоловіків та 23 026 доларів для жінок. За межею бідності перебувало 47,0 % осіб, у тому числі 65,1 % дітей у віці до 18 років та 26,5 % осіб у віці 65 років та старших.
Цивільне працевлаштоване населення становило 1617 осіб. Основні галузі зайнятості: роздрібна торгівля — 19,8 %, освіта, охорона здоров'я та соціальна допомога — 14,6 %, сільське господарство, лісництво, риболовля — 12,1 %, виробництво — 11,2 %.